# Lepidostoma cratis
Lepidostoma cratis är en nattsländeart som beskrevs av Weaver och Huisman 1992. Lepidostoma cratis ingår i släktet Lepidostoma och familjen kantrörsnattsländor. Inga underarter finns listade i Catalogue of Life.